# 國際口吃日

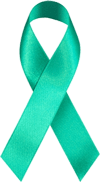
ISAD絲帶

國際口吃日（英語：International Stuttering Awareness Day，簡稱ISAD）是於每年10月22日舉行的紀念活動，於1998年首次在英國和愛爾蘭舉行。這一天旨在提高公眾對數百萬口吃或結巴者所面臨問題的認識。

## 組織
不同的國家和組織以各自的方式參與國際口吃日。一些經常有國際口吃日活動的組織：
- ISAD線上會議團隊 （页面存档备份，存于）
- 歐洲口吃協會聯盟（英语：European League of Stuttering Associations）
- 國際流暢協會
- 國際口吃協會（英语：International Stuttering Association）

## 活動
國際口吃日包括一個線上會議，每年從10月1日至22日舉行，目標是對口吃感興趣的人以及言語治療學家和他們的客戶。這些會議自1998年以來每年都會舉行，現在也還能在網上找到。
國際口吃日在世界範圍內有公眾意識活動、媒體運動、教育活動和線上資源。
在英國《社區關懷》雜誌為紀念國際口吃日而發表的一篇文章中，來自保加利亞口吃協會的伊琳娜·帕彭切娃（Irina Papencheva）和來自歐洲殘疾人服務提供者協會的菲爾·馬登（Phil Madden）要求在對待口吃的態度上有一個新的開始，他們說「每個人都有責任意識到，在我們的談話和會議中保持敏感」，並記住口吃「不是件好笑的事」。

## 外部連結
- ISAD線上會議團隊 （页面存档备份，存于）
- 口吃主頁 ISAD線上會議檔案 （页面存档备份，存于）
- ASHA－流利性與流利性障礙
- 國際流暢協會 （页面存档备份，存于）
- 國際口吃協會 （页面存档备份，存于）
- 全國口吃協會 （页面存档备份，存于）